# Progress M1-5
Module de l'ISS
Progress M1-5 est un vaisseau cargo de type Progress, lancé par l'Agence spatiale russe en 2001 afin de réaliser une désorbitation contrôlée de la station spatiale Mir, arrivée en fin de vie. Lancé à la fin janvier 2001, le vaisseau Progress M1-5 est le dernier véhicule spatial à s'amarrer à la station spatiale. Il passe deux mois amarré au module Kvant-1 avant d'entamer les manœuvres de désorbitation. La station et le véhicule spatial se désintègrent au cours de la rentrée dans l'atmosphère terrestre au-dessus de l'océan Pacifique, le 23 mars 2001. 

## Contexte

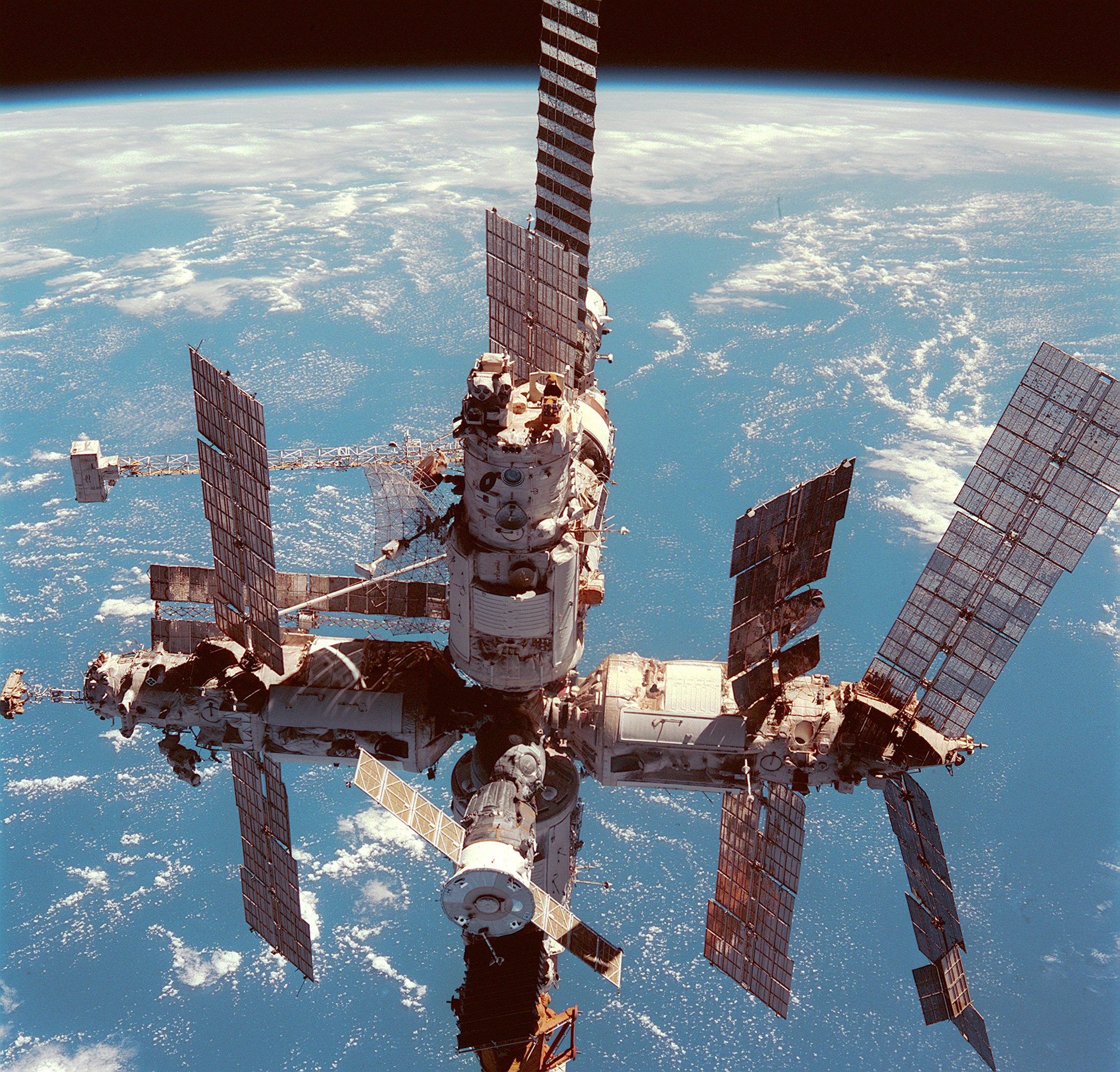
Mir en orbite, photo prise en 1998 de la au cours de la dernière mission Mir.

À la fin des années 1990, l'Agence spatiale russe doit entretenir la station Mir qui montre des signes de vieillissement. Un accord a été passé entre l'Agence et l'entreprise MirCorp (en) afin de louer la station à des fins commerciales, visant notamment à développer le tourisme spatial. Au début des années 2000, au moment où débute la construction de la Station spatiale internationale, les ressources de l'agence spatiale, qui sont limitées par la crise économique dont la Russie commence tout juste à émerger, doivent se partager entre cette dernière et Mir,. À cette époque, les modules de Mir ont dépassé la durée de vie pour laquelle ils ont été conçus. Le directeur général de l'Agence, Iouri Koptev, estime que « [...] l'un de ses systèmes pourrait  à tout moment cesser de fonctionner ». Fin 2000, l'Agence décide de désorbiter Mir,,, tant que la station est encore en état de fonctionnement, afin d'éviter qu'elle effectue une rentrée atmosphérique non contrôlée, comme ce fut le cas pour Skylab en 1979 et Saliout 7 en 1991.
À l'époque, Mir, avec ses 125 tonnes, est le plus grand véhicule spatial à entrer dans l'atmosphère terrestre. Certains observateurs craignent que des morceaux importants, telles que les pièces d'amarrage, les gyroscopes ou la structure externe, puissent survivre à leur entrée dans l'atmosphère. En cas de rentrée non contrôlée, il existe un risque que ces débris s'écrasent dans des zones habitées et fassent des victimes.
Progress M1-5, qui est un véhicule spatial de type Progress-M1, avait été construit initialement pour ravitailler soit Mir, soit la Station spatiale internationale. Il est choisi pour effectuer la manœuvre de désorbitation. Sa mission lui vaut le surnom de « corbillard »,. Une zone inhabitée du sud de l'océan Pacifique est choisie pour recevoir la station désorbitée, comme cela avait été fait précédemment avec les cinq stations spatiales Saliout.

## Lancement et amarrage

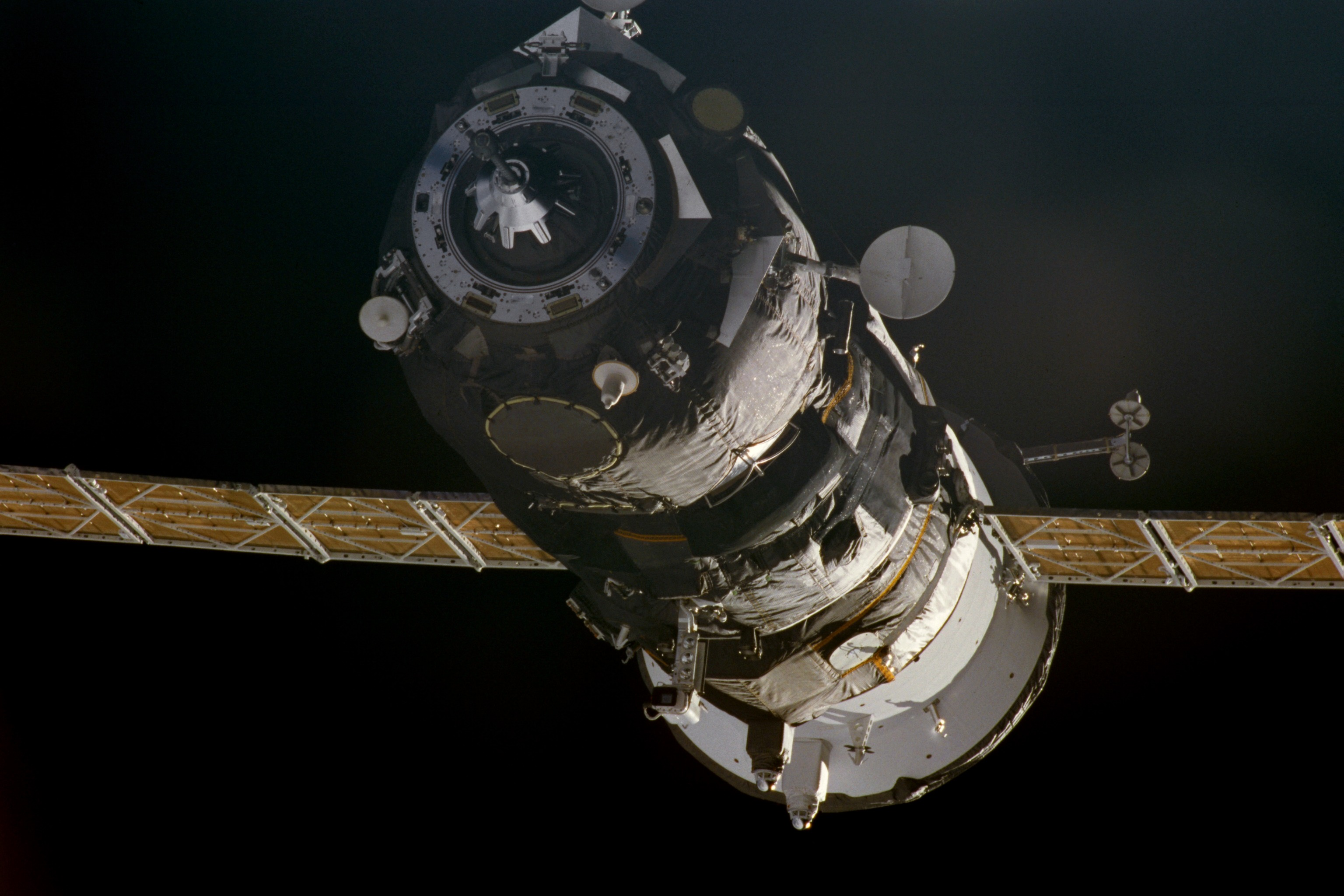
Progress M1-4 approchant la Station spatiale internationale.

Progress M1-5 est assemblé avec son lanceur dans le  MIK du cosmodrome de Baïkonour, au Kazakhstan. Il quitte le bâtiment d'assemblage le 16 janvier 2001 et est mis en place sur le pas de tir 1/5, en deux heures. Le lancement est fixé pour 06:56:26 GMT le 18 janvier.
Le jour du départ, on constate une anomalie et le lancement est reporté au 24 janvier. Le véhicule est lancé par une fusée Soyouz-U à 4 h 28 min 42 s GMT le 24 janvier,. 
À la suite du lancement, Progress M1-5 manœuvre durant trois jours avant de s'amarrer à l’arrière du module Kvant 1 de la station Mir à 4 h 33 min 31 s GMT le 27 janvier,,,. 

## Post-amarrage
Progress M1-5 reste amarré deux mois à Mir avant la désorbitation. Ce délai permet au vaisseau de pouvoir s'amarrer à la station, alors que Mir est encore sur une orbite stable, et de laisser la traînée effectuer une partie de la réduction de l'altitude au cours des deux mois suivants,.
Le 1er mars, la station se trouve à une altitude de 265 km (165 mi) et descend à un taux de 1,5 km (0,93 mi) par jour. Le 7 mars, l'Agence spatiale russe décide de retarder la désorbitation provoquée jusqu'à ce que la station atteigne 220 km (140 mi), afin de conserver plus de carburant pour l'opération finale et se donner une plus grande marge de manœuvre en cas d'anomalie durant la désorbitation. 
Le 12 mars, les ordinateurs à bord de Mir sont remis en marche, puis le système de contrôle d'attitude le jour suivant pour préparer la manœuvre. Le 14 mars, l'agence annonce que la désorbitation aura lieu le 22 mars. Le 19 mars, l'opération est retardée d'une journée supplémentaire, en raison d'un taux de descente plus faible que prévu. Le début de la désorbitation provoquée est fixée à 0 h 31 GMT.

## Désorbitation

Le chemin suivi par Mir lors de son entrée dans l'atmosphère.

Progress M1-5 transporte 2 678 kg (5 900 lb) de carburant, qui sont affectés à la désorbitation de Mir. les trois mises à feu destinées à désorbiter la station russe sont exécutées le 23 mars. 
Les deux premières mises à feu utilisent les propulseurs auxiliaires, et la troisième à la fois le moteur principal et les propulseurs auxiliaires. La première phase propulsive débute à 0 h 32 min 28 s GMT, et dure 21,5 minutes, laissant Mir sur une orbite dont le périgée est de 188 km (117 mi) et l'apogée de 219 km (136 mi),. La seconde mise à feu, qui débute à 2 h 24 GMT et dure 24 minutes, place Mir sur une orbite de 158 km (98 mi) par 216 km (134 miles). La poussée finale est réalisée à 5 h 7 min 36 s. Prévue pour une durée de 20 minutes, les contrôleurs de vol décident de laisser le vaisseau Progress épuiser tout son carburant, afin de s'assurer que la station entre dans l'atmosphère comme prévu. Les dernières émissions radio en provenance de Mir sont reçues à 5 h 30 GMT.